# ام‌یواف‌جی
ام‌یواف‌جی (انگلیسی: MUFG) شرکت خدمات مالی و بانکداری ژاپنی است، که در سال ۲۰۰۵ تأسیس شد.